# Zwischenstaatliche Schiedsgerichtsbarkeit
Die zwischenstaatliche Schiedsgerichtsbarkeit, oft als internationale Schiedsgerichtsbarkeit bezeichnet, ist ein zwischenstaatliches Streiterledigungsverfahren, welches auf eine für die Parteien verbindliche Entscheidung des Streits abzielt. Die Streitparteien haben die Möglichkeit, über die Rechtsgrundlage, die Zusammensetzung des Gerichtes, die Auswahl des anwendbaren Rechts und die Ordnung des Verfahrens zu entscheiden.  
Das I. Haager Abkommen zur friedlichen Erledigung internationaler Streitfälle vom 18. Oktober 1907 definiert die internationale Schiedsgerichtsbarkeit in Art. 37 S. 1 wie folgt: „Die internationale Schiedssprechung hat zum Gegenstande die Erledigung von Streitigkeiten zwischen den Staaten durch Richter ihrer Wahl auf Grund der Achtung vor dem Rechte.“ Schiedsgerichte können ad hoc gebildet werden und dann ausschließlich über einen bereits entstandenen Streitfall entscheiden. Ein zumeist schriftlich verfasster Schiedsvergleich (compromis) zwischen den Streitparteien legt den Streitgegenstand, die Zusammensetzung des Schiedsgerichtes, dessen Entscheidungsmaßstab (vielfach Völkerrecht) und das Verfahren fest.  
Von den selten gewordenen Ad-hoc-Schiedsgerichten sind die ständigen Schiedsgerichte zu unterscheiden. Ihnen ist die Entscheidung künftiger Streitigkeiten zwischen den Parteien übertragen. Dies kann aber auch in besonderen bilateralen oder multilateralen Schiedsverträgen vereinbart werden. Diese Verträge enthalten Einzelheiten über die Errichtung des Schiedsgerichtes, seine Zuständigkeit und seine Verfahrensweise. Häufig werden aber Schiedsklauseln mit den entsprechenden Regelungen über Verfahren und Form der Streitbeilegung bzw. mit der Festlegung auf die obligatorische Schiedsgerichtsbarkeit direkt in völkerrechtliche Verträge aufgenommen.
Bei der Festlegung auf die obligatorische Schiedsgerichtsbarkeit durch die Vertragsparteien ist jede Partei einseitig befugt, das ständige Schiedsgericht anzurufen. Die Zusammensetzung des Schiedsgerichtes kann ganz unterschiedlich, je nach Vereinbarung der Streitparteien sein. In der Regel besteht ein Schiedsgericht aus drei bis fünf Richtern. Es kann aber auch nur ein Richter sein. Bei kollegialer Zusammensetzung gehört der Vorsitzende keiner der beiden Streitparteien an. Fehlen in einem Schiedsabkommen die Vereinbarungen über die Zuständigkeit, Entscheidungsgrundlage und das Verfahren, ist das Gericht befugt dies selbst zu prüfen.
Der vom Schiedsgericht gefällte Schiedsspruch ist für die Streitparteien verbindlich und entscheidet das Streitverhältnis endgültig. Es besteht die Möglichkeit gegen den Schiedsspruch Rechtsmittel einzulegen, wovon aber selten Gebrauch gemacht wird. Werden die aus einer Schiedsentscheidung hervorgehenden Verpflichtungen von einer Partei nicht erfüllt, so stehen der anderen Vertragspartei die nach dem allgemeinen Völkerrecht gewährten Mittel zur Verfügung um darauf zu reagieren. Sie kann mit einer Retorsion oder Repressalie auf die Nichtbefolgung antworten. Die Schiedsgerichtsbarkeit ist in der Staatenwelt ein häufig genutztes Instrument der Streitbeilegung. Die Attraktivität dieses Instrumentes liegt vor allen Dingen in den souveränitätsfreundlichen und zugleich flexiblen Möglichkeiten der Ausgestaltung. Die Konfliktparteien haben entscheidenden Einfluss auf die Besetzung der Richterbank, die gerichtliche Zuständigkeit und die Entscheidungsgrundlagen.